# 东莞市人民代表大会常务委员会
东莞市人民代表大会常务委员会（简称东莞市人大常委会）是中华人民共和国广东省东莞市地方国家权力机关东莞市人民代表大会的常设机关，对东莞市人民代表大会负责并报告工作。

## 历史沿革
1980年7月1日，第七届东莞县人民代表大会第一次会议选举产生东莞县人民代表大会常务委员会。
1985年9月，东莞县撤县设地级东莞市后，改称东莞市人民代表大会常务委员会。

## 职权
根据《中华人民共和国地方各级人民代表大会和地方各级人民政府组织法》第五十条，县级以上的地方各级人民代表大会常务委员会行使下列职权：
1. 在本行政区域内，保证宪法、法律、行政法规和上级人民代表大会及其常务委员会决议的遵守和执行；
2. 领导或者主持本级人民代表大会代表的选举；
3. 召集本级人民代表大会会议；
4. 讨论、决定本行政区域内的政治、经济、教育、科学、文化、卫生、生态环境保护、自然资源、城乡建设、民政、社会保障、民族等工作的重大事项和项目；
5. 根据本级人民政府的建议，审查和批准本行政区域内的国民经济和社会发展规划纲要、计划和本级预算的调整方案；
6. 监督本行政区域内的国民经济和社会发展规划纲要、计划和预算的执行，审查和批准本级决算，监督审计查出问题整改情况，审查监督政府债务；
7. 监督本级人民政府、监察委员会、人民法院和人民检察院的工作，听取和审议有关专项工作报告，组织执法检查，开展专题询问等；联系本级人民代表大会代表，受理人民群众对上述机关和国家工作人员的申诉和意见；
8. 监督本级人民政府对国有资产的管理，听取和审议本级人民政府关于国有资产管理情况的报告；
9. 听取和审议本级人民政府关于年度环境状况和环境保护目标完成情况的报告；
10. 听取和审议备案审查工作情况报告；
11. 撤销下一级人民代表大会及其常务委员会的不适当的决议；
12. 撤销本级人民政府的不适当的决定和命令；
13. 在本级人民代表大会闭会期间，决定副市长的个别任免；在市长和监察委员会主任、人民法院院长、人民检察院检察长因故不能担任职务的时候，根据主任会议的提名，从本级人民政府、监察委员会、人民法院、人民检察院副职领导人员中决定代理的人选；决定代理检察长，须报上一级人民检察院和人民代表大会常务委员会备案；
14. 根据市长的提名，决定本级人民政府秘书长、局长、委员会主任、科长的任免，报上一级人民政府备案；
15. 根据监察委员会主任的提名，任免监察委员会副主任、委员；
16. 按照人民法院组织法和人民检察院组织法的规定，任免人民法院副院长、庭长、副庭长、审判委员会委员、审判员，任免人民检察院副检察长、检察委员会委员、检察员，批准任免下一级人民检察院检察长；
17. 在本级人民代表大会闭会期间，决定撤销个别副市长的职务；决定撤销由它任命的本级人民政府其他组成人员和监察委员会副主任、委员，人民法院副院长、庭长、副庭长、审判委员会委员、审判员，人民检察院副检察长、检察委员会委员、检察员，中级人民法院院长，人民检察院分院检察长的职务；
18. 在本级人民代表大会闭会期间，补选上一级人民代表大会出缺的代表和罢免个别代表。

## 机构设置
根据《东莞市机构改革方案》，东莞市人民代表大会常务委员会下设7个工作委员会、1个处级办事机构，常务会办公室和工作委员会共设16个职能科（室）。东莞市人民代表大会常务委员会下设机构行政级别为正处级。
东莞市人民代表大会常务委员会设置以下机构：

### 工作委员会
- 东莞市人民代表大会常务委员会法制工作委员会
- 东莞市人民代表大会常务委员会财政经济工作委员会
- 东莞市人民代表大会常务委员会城建环境与资源保护工作委员会
- 东莞市人民代表大会常务委员会农村农业工作委员会
- 东莞市人民代表大会常务委员会教科文卫华侨外事工作委员会
- 东莞市人民代表大会常务委员会选举联络人事任免工作委员会
- 东莞市人民代表大会常务委员会监察和司法工作委员会

### 办事机构
- 东莞市人民代表大会常务委员会办公室

### 职能科（室）
- 秘书科
- 综合科
- 行政科
- 人事科
- 信访科
- 宣传科
- 老干科
- 法制工作委员会办公室
- 法制工作委员会法规科
- 财政经济工作委员会办公室
- 财政经济工作委员会预算监督科
- 城建环境与资源保护工作委员会办公室
- 农村农业工作委员会办公室
- 教科文卫华侨外事工作委员会办公室
- 选举联络人事任免工作委员会办公室
- 监察和司法工作委员会办公室

（农村农业工作委员会办公室加挂市人大社会建设委员会办公室牌子。）